# Llei de Raoult

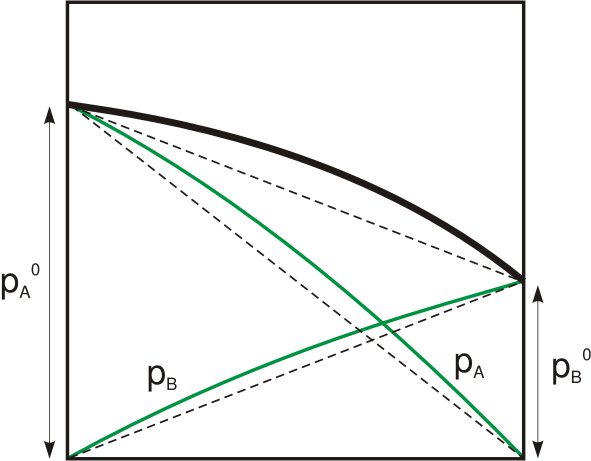
Comportament real

La llei de Raoult, publicada el 1887 pel químic francès François Marie Raoult, diu que:

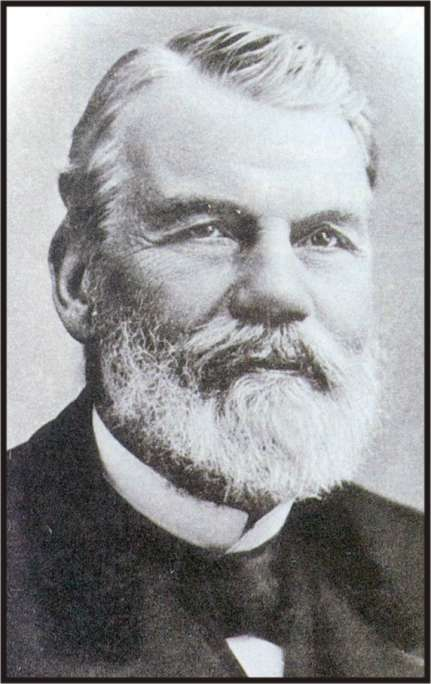
François Marie Raoult

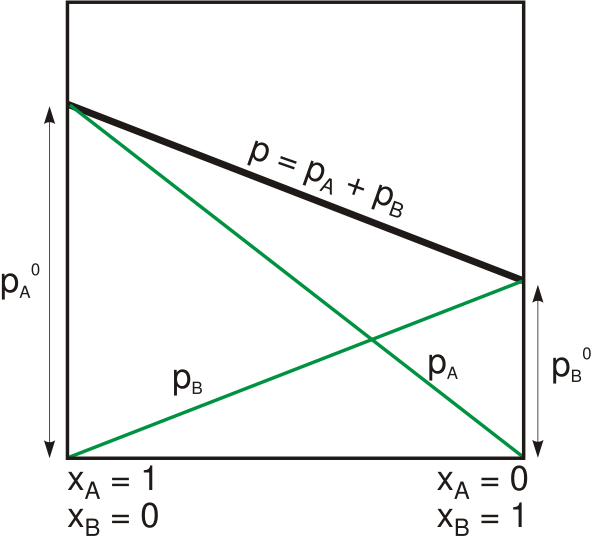
Comportament ideal

La pressió parcial d'un component d'una dissolució és igual a la pressió de vapor del mateix component pur per la fracció molar d'aquest component en la dissolució.
Matemàticament s'expressa així:
on:
- pi és la pressió parcial del component i
- Pi* és la pressió de vapor del component i pur
- xi és la fracció molar del dissolvent (no del solut en el dissolvent)

Al gràfic superior es representen a l'eix X les fraccions molars dels dos components, A i B, d'una dissolució de només dos components. A l'eix Y hi ha representades les pressions parcials d'ambdós components, A i B, en verd, i la pressió total que correspon a la suma d'ambdues pressions parcials.
La llei de Raoult només la compleixen les dissolucions molt diluïdes, és a dir, quan un dels components té una fracció molar molt propera a 1 (el dissolvent) i l'altre molt propera a 0 (el solut), es parla en aquest cas d'una dissolució ideal o perfecte. La desviació de la llei de Raoult es representa en el segon gràfic. Les rectes representen el comportament descrit per la llei de Raoult i les corbes el comportament real.
Si les pressions són elevades l'equació de Raoult deixa de tenir validesa, com s'observa al gràfic inferior. Per reproduir la situació real s'ha d'emprar la mateixa equació de Raoult però expressada amb fugacitats:
on:
- fi és la fugacitat del component i
- fi* és la fugacitat del component i pur
- xi és la fracció molar del component i a la dissolució.

## Explicació mecànica
La llei de Raoult pot explicar-se fàcilment si es considera el mecanisme cinètic de l'evaporació. A cada temperatura, les molècules d'un líquid tenen una certa tendència a fugir cap a l'estat gasós i la seva possibilitat per unitat de superfície determina la pressió de vapor en equilibri amb el líquid. En una dissolució podem imaginar que s'han substituït, en el dissolvent, part de les molècules per molècules de solut i part d'aquesta substitució es localitzarà a la superfície. Així la facilitat de les molècules del dissolvent per fugir cap a l'estat vapor es veurà disminuïda en la mateixa proporció en què estiguin substituïdes per molècules de solut. Si, per exemple, un 3% de les molècules del líquid i, per tant, de la seva superfície, són molècules de solut, la pressió de vapor del dissolvent es veurà necessàriament disminuïda en un 3%, això és, valdrà només un 97% del seu valor quan només hi hagi dissolvent pur.
D'aquesta manera s'explica la situació quan les molècules de solut són poques respecte a les del dissolvent i les forces d'interacció, entre molècules de dissolvent i solut, són semblants. Si les forces d'interacció són diferents es produeixen desviacions respecte de la llei de Raoult. En cas que les forces d'interacció dissolvent-solut siguin major que les forces dissolvent-dissolvent i solut-solut s'obtindran pressions de vapor menors que les obtingudes mitjançant la llei de Raoult. Si les forces d'atracció dissolvent-solut són menors que les forces dissolvent-dissolvent i solut-solut s'obtindran pressions de vapor majors que les que dona la llei de Raoult (vegeu figura).

## Deducció termodinàmica
Si tenim una dissolució en equilibri amb el seu vapor, a una determinada temperatura T, la condició d'equilibri químic implica la identitat de potencials químics de cada component en les dues fases, és a dir:
El potencial químic del component i a la dissolució es pot expressar en funció del potencial químic del component líquid pur i de la fracció molar:
Si la pressió de vapor no és molt elevada, el vapor es pot considerar ideal i el seu potencial químic es pot expressar en funció de la seva pressió parcial (si les pressions són altes s'ha d'expressar en funció de la fugacitat):
on μio(g) és el potencial químic del component i a la pressió Po igual a 1 bar, i a la temperatura de la mescla.
Simplificant queda:
o bé:
Eliminant logaritmes s'arriba a l'expressió que Raoult obtingué experimentalment: